# メキシコシティ・ライトレール
メキシコシティ・ライトレール（スペイン語: Tren ligero de la Ciudad de México）は、メキシコの首都・メキシコシティに存在するライトレール。1980年代まで存在した路面電車（メキシコシティ市電）の残存区間を高規格化した路線で、2023年現在はメキシコシティ電気交通事業会社（Servicio de Transportes Eléctricos de la Ciudad de México、STE）によって運営されている。

## 歴史

### 軌道交通の開通
メキシコシティ市内に軌道交通を建設する動きは既に1840年代から見られたが、本格的に動き出したのはアメリカ合衆国テキサス州の実業家が建設許可を得た1856年であった。これを受けて最初の軌道交通が開通した1850年代後半以降、メキシコシティには多数の事業者による軌道交通が建設されていった。これらの路線の多くはメキシコシティ市内では馬やラバといった動物を動力として用いた一方、郊外では蒸気機関車やガソリン機関車が客車を牽引していた。
その後、各運営事業者のほとんどは1882年に設立された連邦地方鉄道会社（Compañía de Ferrocarriles del Distrito Federal、CFDF）に統一された。そして1896年、路線を電化し路面電車を導入する計画が動き出し、アメリカ合衆国の鉄道車両メーカーへの車両の発注や建設工事を経て1910年1月15日に最初の電化路線が開通した。以降は順次電化区間の拡大が行われていき、メキシコシティ市内における馬を用いた運用は1932年、ガソリン機関車の運用は1934年をもって終了した。
この路面電車の運営権については、1906年にカナダの投資家によって設立されたメキシコ軌道会社（Compañía de Tranvías de México、MTC）へと移管されている。

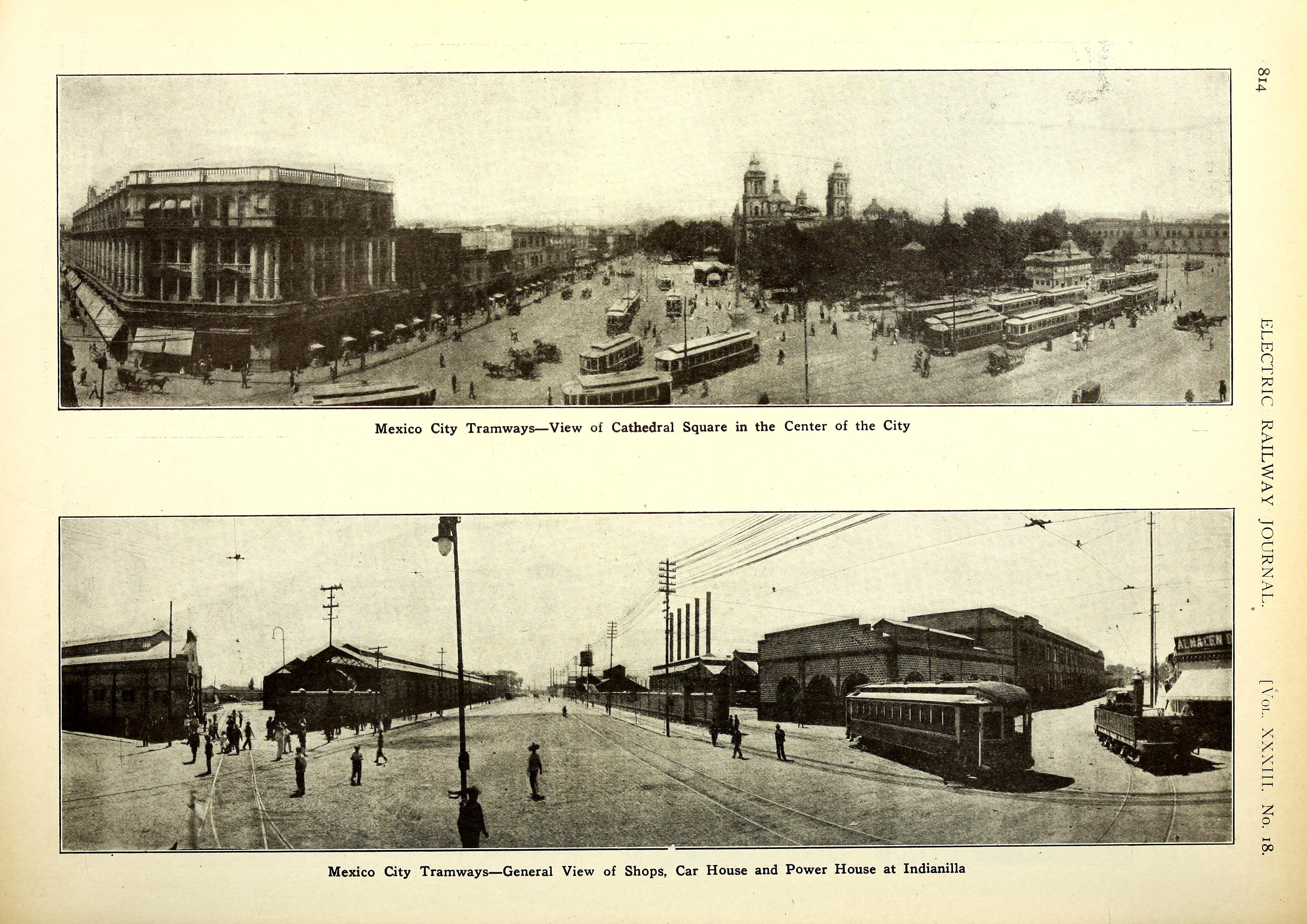
1900年代のメキシコシティの路面電車

### メキシコシティ市電
前述のとおり1900年から電化が行われたメキシコシティの軌道交通網は、メキシコ革命の影響による郊外区間の計画中止などがあったものの拡大が続き、1925年には線路長348.61 km、従業員数4,012人を記録した。車両については、アメリカ合衆国で製造されたバーニーカーやピーター・ウィット・カーといった最新鋭の車両の導入が継続的に実施された他、路面電車の車両工場でも電車の生産が行われていた。また、旅客用車両以外にも葬儀場と墓場の間を走行する葬儀用車両、沿線の工場や農場を結ぶ貨物用車両を始めとした多数の事業用車両が在籍していた。
一方、メキシコ軌道会社を運営していたカナダの経営陣と地元・メキシコシティの労働者との関係は1920年代以降悪化し、賃金引き上げを求めた訴訟やストライキも起きた。それを受け、連邦政府は1945年に一時的にメキシコ軌道会社の資産を所有したのち、最終的にサービスの劣化や契約の譲歩の期限を理由として1947年に連邦管区電気輸送事業公社（Servicio de Transportes Eléctricos del Distrito Federal）、2023年現在のメキシコシティ電気交通事業公社（STE）が設立され、1952年に同事業者によってメキシコ軌道会社が買収されるまで路面電車の運営権の移管が順次行われた。
同事業者は路面電車の近代化を目的に、アメリカ合衆国で開発された最新鋭の路面電車車両であるPCCカーの導入を進め、1957年までに旧型車両の置き換えが行われたが、1930年代から進められた路面電車の廃止の動きは第二次世界大戦以降加速し、1953年に起きた路面電車車両の衝突事故や1969年の地下鉄開通の影響もあり更に多くの路線が撤去された。そして1979年以降、メキシコシティの路面電車網はソチミルコ（Xochimilco）方面とトラルパン（Tlalpan）方面の2路線を残すのみとなっていた。これらの路線は、次項で述べるライトレールへの転換工事を実施するため1984年9月をもって一旦営業運転を終了した。

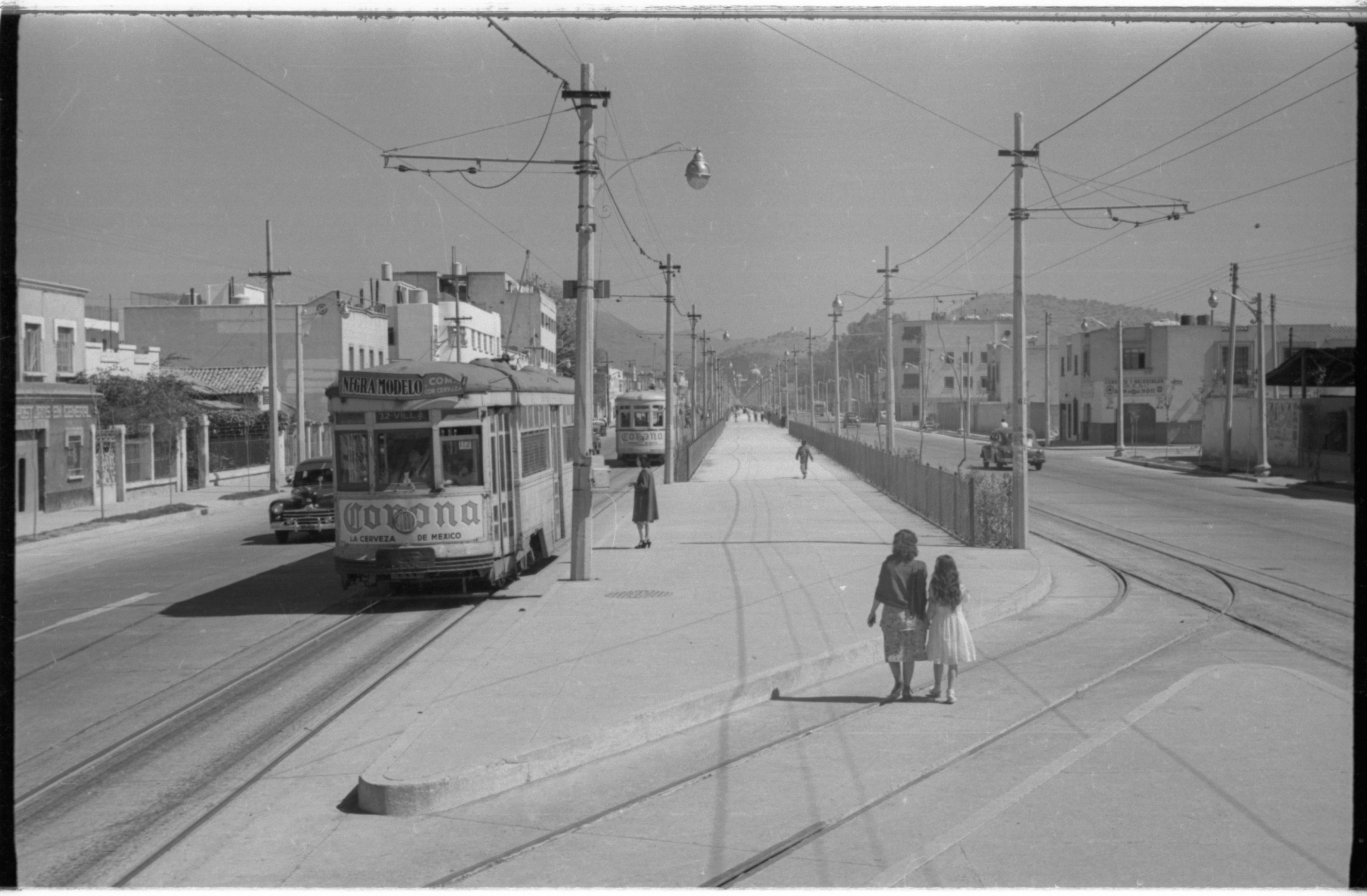
メキシコシティ市電の旧型電車
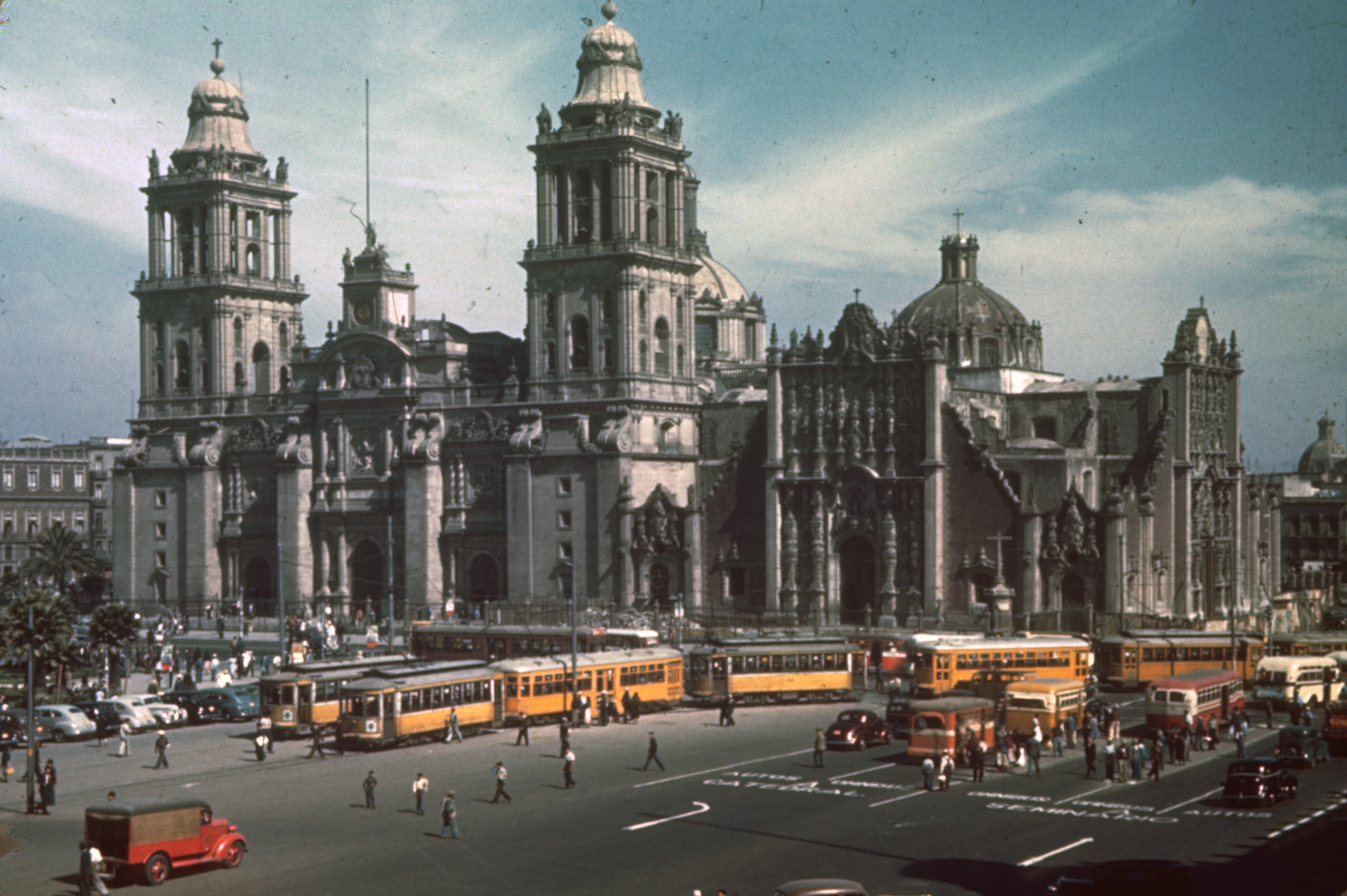
1940年代のメキシコシティ市電
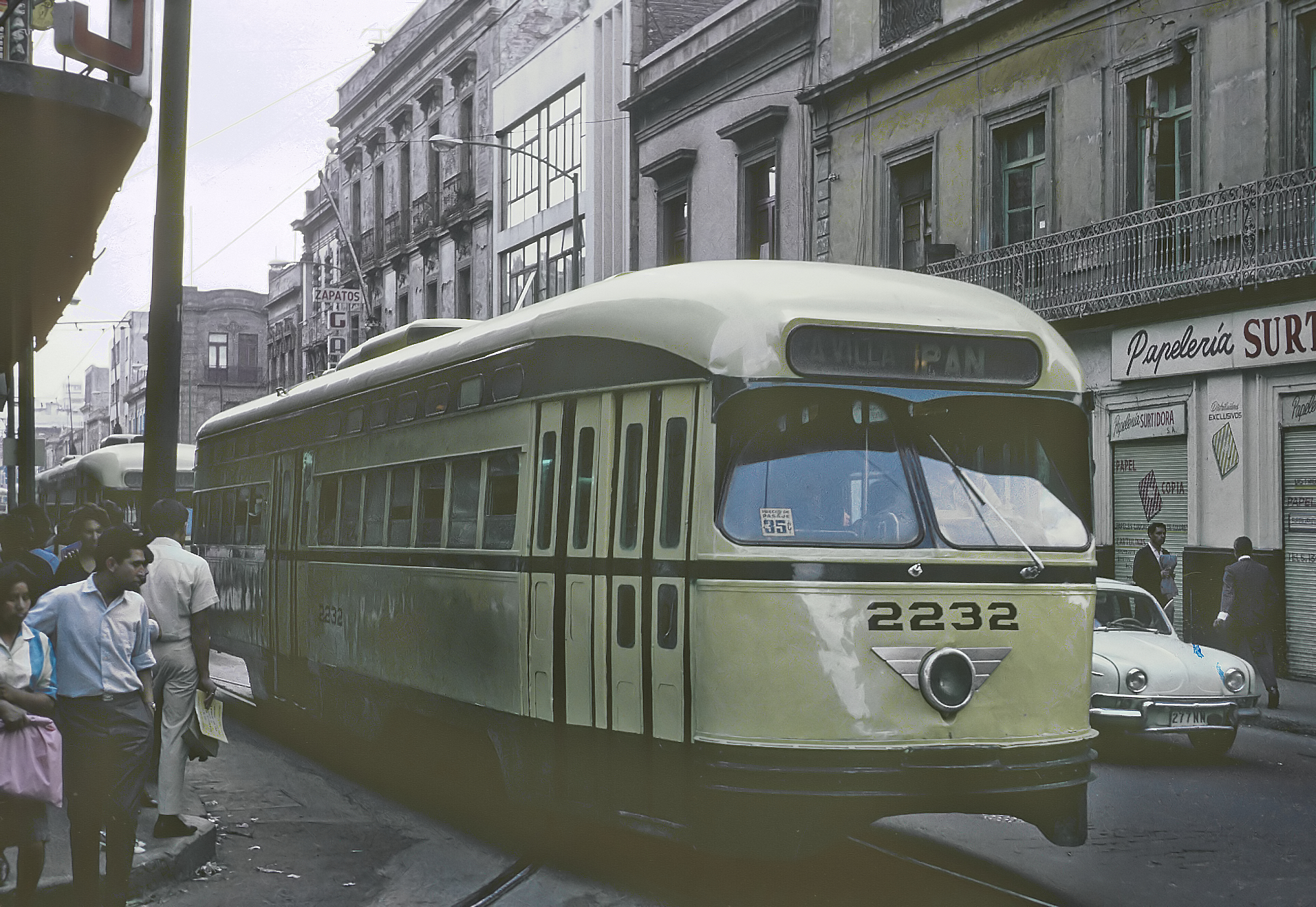
1950年代後半以降はPCCカーが使用された（1966年撮影）

### ライトレールへの転換後
営業運転終了後、残存したメキシコシティの路面電車路線はプラットホームの嵩上げを始めとした電停の高規格化、高速化に向けた線路の新設や架線の交換、高規格化に対応した車両の製造といった、ライトレール化へ向けた準備が進められた。そして1986年8月1日に最初の路線となるタスケニャ（Tasqueña） - エスタディオ・アステカ（Estadio Azteca）間の営業運転が再開されたが、信頼性に問題があったことから僅か3日後の8月4日に運行を停止し、同年11月に再開されるまで改良工事が実施された。
続けて、エスタディオ・アステカからソチミルコ間の再建工事が実施され、一部区間の新設を経て1988年11月29日に営業運転を開始した。一方、併用軌道を含むトラルパン方面の路線も1990年に再開したが、利用客が少なかった事や使用車両の事故などが要因となり1992年までに運行を休止しそれ以降再開していないため、2023年現在は後述の通りタスケニャ - ソチミルコ間の路線のみ営業運転が行われている。
この現存区間については、既存の路面電車を流用した路線を中心に老朽化が進行していた事もあり、2019年以降線路や架線柱、駅舎などの大規模な更新工事が行われている。

## 路線
2023年現在、メキシコシティ・ライトレールは全長13.04 kmの以下の路線で営業運転を行っている。運賃は同年現在3ペソで、早朝から深夜24時（午前0時）まで運行が実施される。

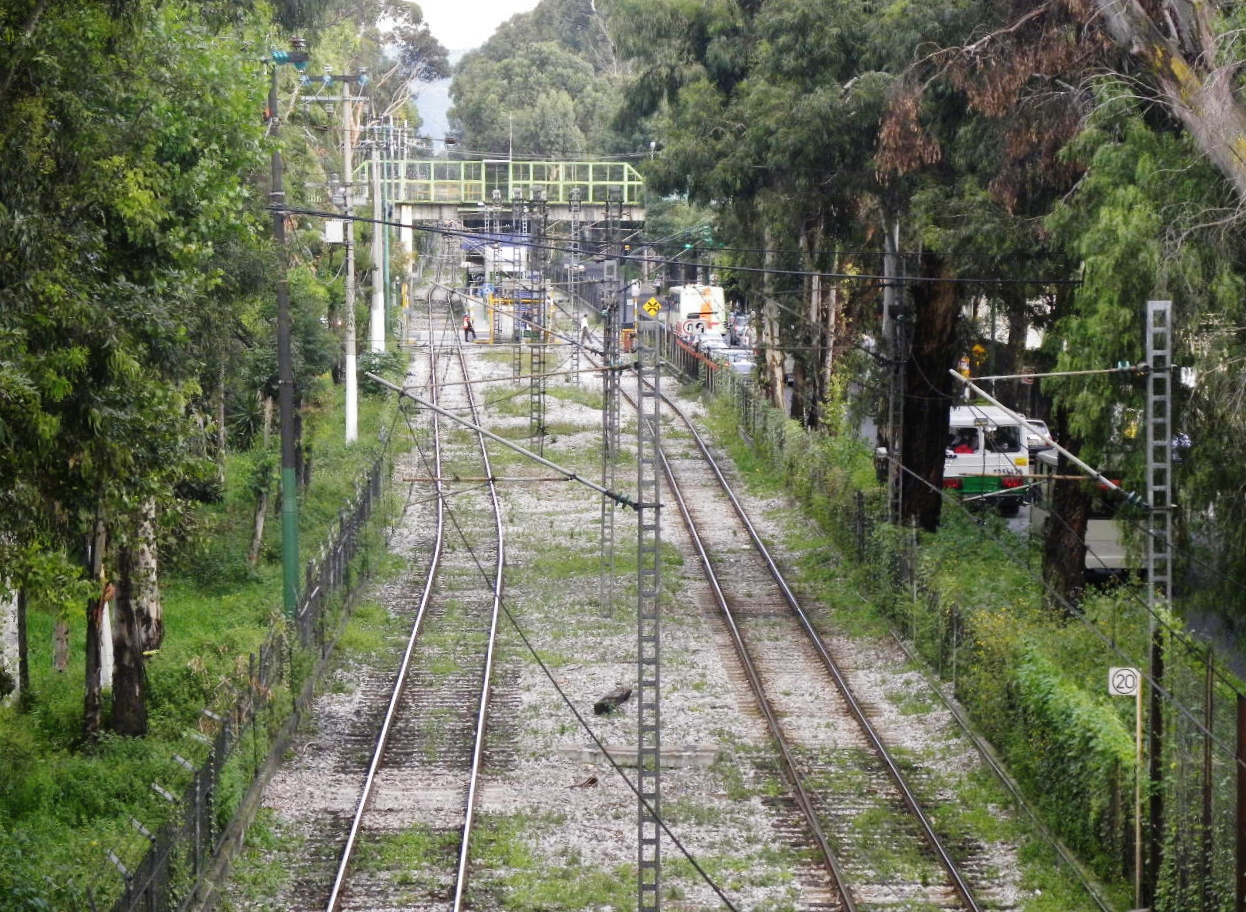
ライトレールの線路（2010年撮影）
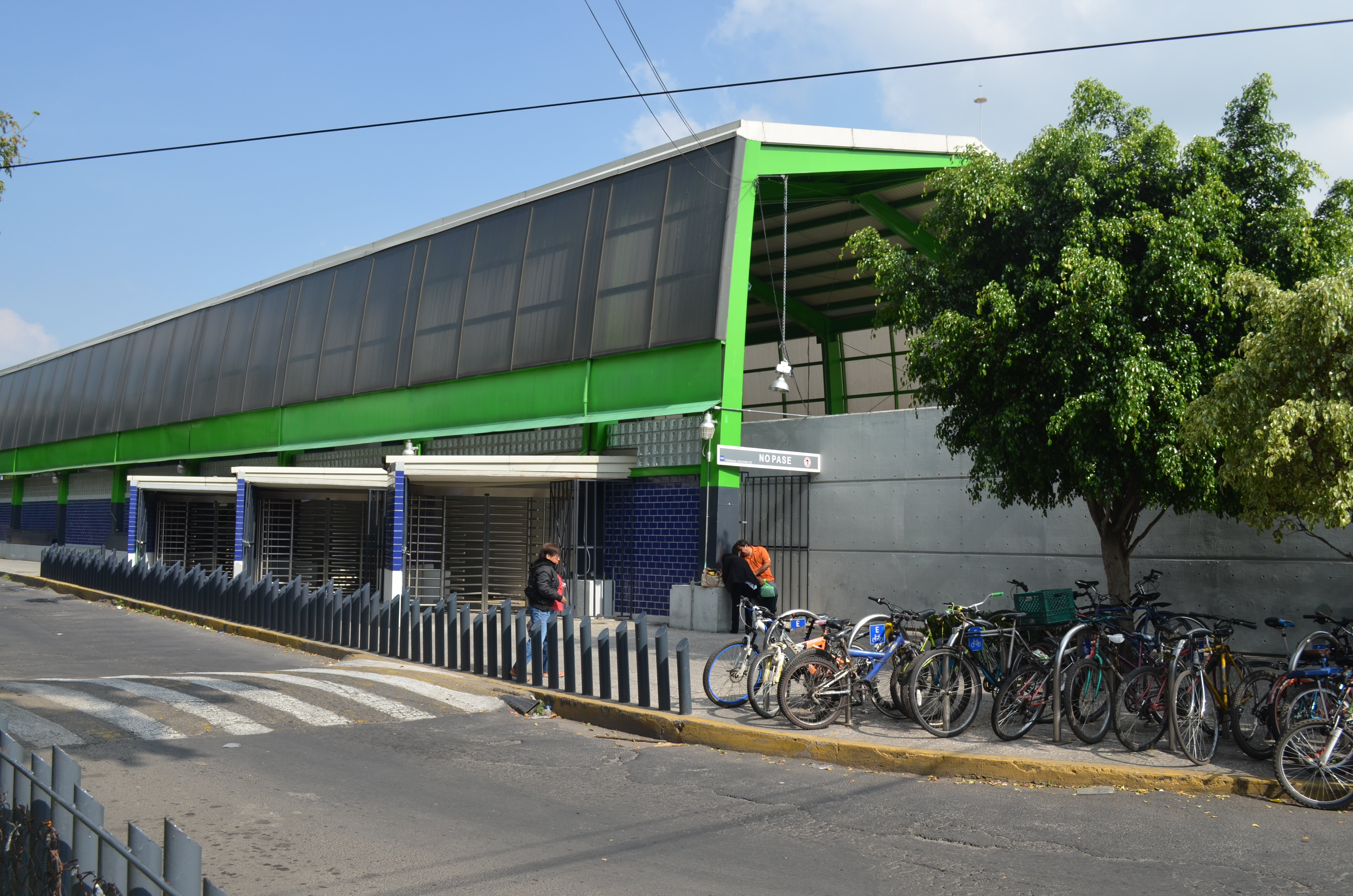
ソチミルコ駅（Xochimilco）は2008年に現在地へ移転した（2015年撮影）

| 電停名                             | 接続交通機関                 | 備考・参考                                  |
| ---------------------------------- | ---------------------------- | ------------------------------------------- |
| Tasqueña                           | 地下鉄 トロリーバス 路線バス | バリアフリー対応                            |
| Las Torres                         | トロリーバス 路線バス        |                                             |
| Ciudad Jardín                      | 路線バス                     |                                             |
| La Virgen                          | 路線バス                     |                                             |
| Xotepingo                          | 路線バス                     |                                             |
| Nezahualpilli                      | 路線バス                     |                                             |
| Registro Federal                   | 路線バス                     |                                             |
| Textitlán                          | 路線バス                     |                                             |
| El Vergel                          | 路線バス                     |                                             |
| Estadio Azteca                     | 路線バス                     |                                             |
| Huipulco                           | 路線バス                     | バリアフリー対応                            |
| Xomali                             | 路線バス                     | バリアフリー対応                            |
| Periférico Participación Ciudadana | 路線バス                     |                                             |
| Tepepan                            | 路線バス                     |                                             |
| La Noria                           | 路線バス                     | バリアフリー対応                            |
| Huichapan                          | 路線バス                     | バリアフリー対応                            |
| Francisco Goitia                   | 路線バス                     | バリアフリー対応                            |
| Xochimilco                         | 路線バス                     | バリアフリー対応 2008年に従来の地点から移転 |

## 車両

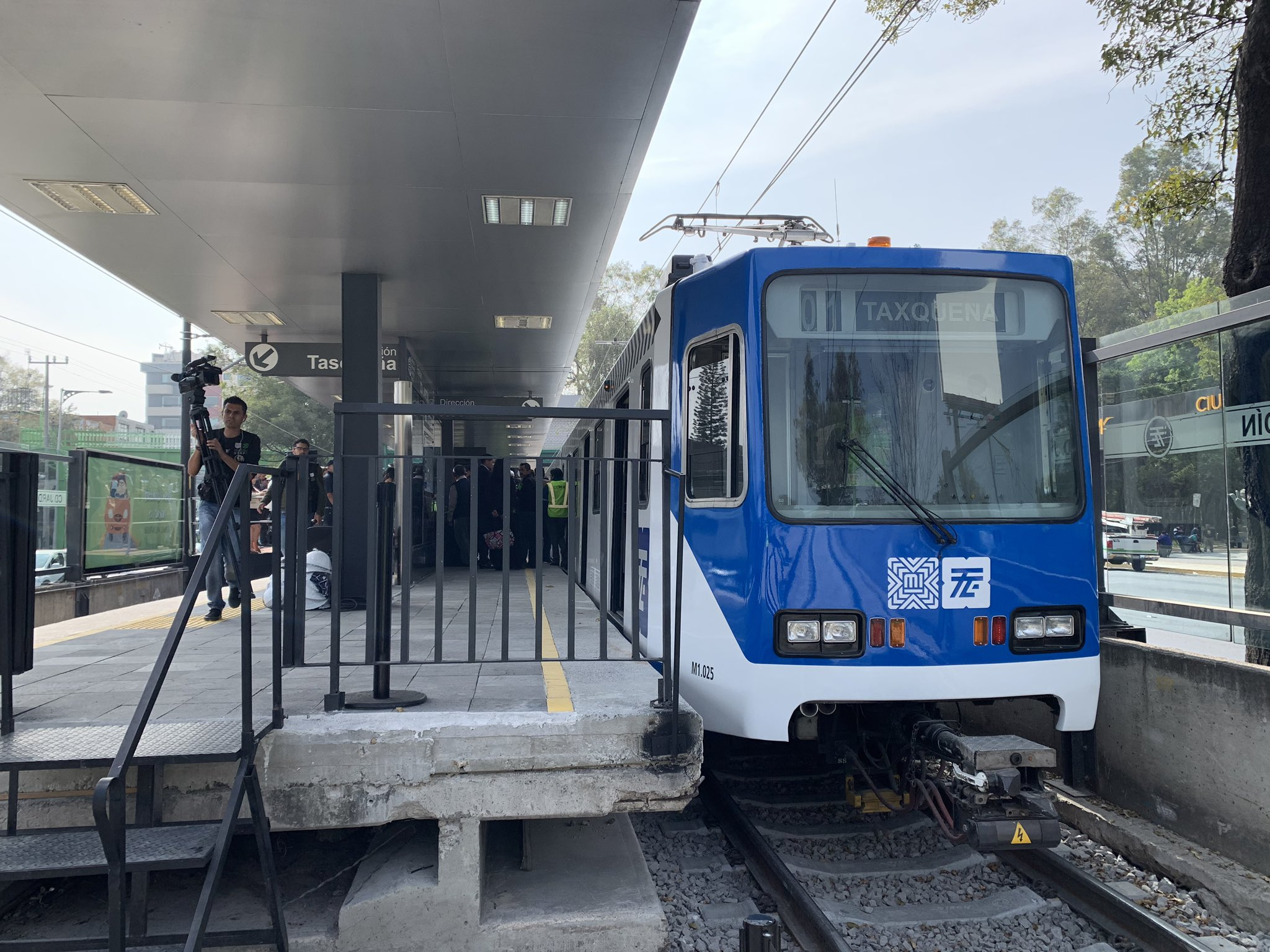
TE-90（旧塗装、2020年撮影）

2023年現在、メキシコシティ・ライトレールで使用されている車両は、TE-90を始めとする両運転台の2車体連接車である。これらの車両はデュワグが開発したB形電車を基に開発されたもので、編成はパンタグラフを有する「M1」車と設置されていない「M2」車で構成され、最大4編成まで総括制御による連結運転が可能である。各車体には両側に3箇所両開きの乗降扉が設けられ、製造は国営車両製造会社（Constructora Nacional de Carros de Ferrocarril）および同社を買収したボンバルディア・トランスポーテーション（現：アルストム）が担当し、シーメンス製の電気機器が用いられている。
1991年にTE-90が12両（017 - 028）導入されたのを皮切りに、1995年（TE-95、4両）、2008年（TE-06、4両）、2014年（TE-12、4両）に同型車両が合計12両（029 - 040）増備されている。ただし2023年の時点でTE-90のうち4両が廃車されている。

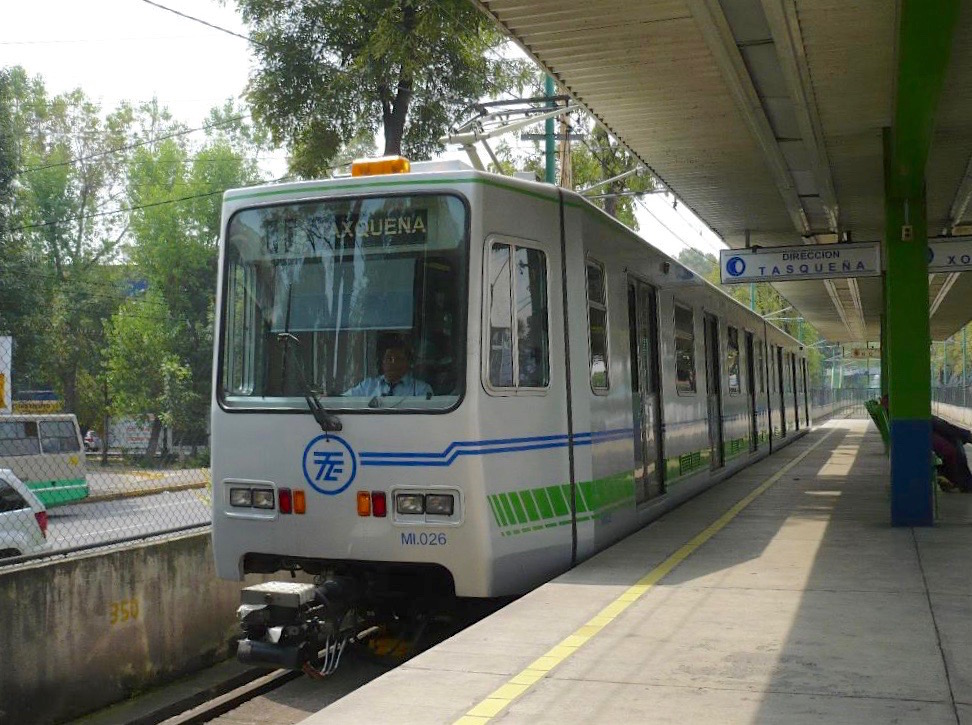
TE-90（初期塗装、2008年撮影）
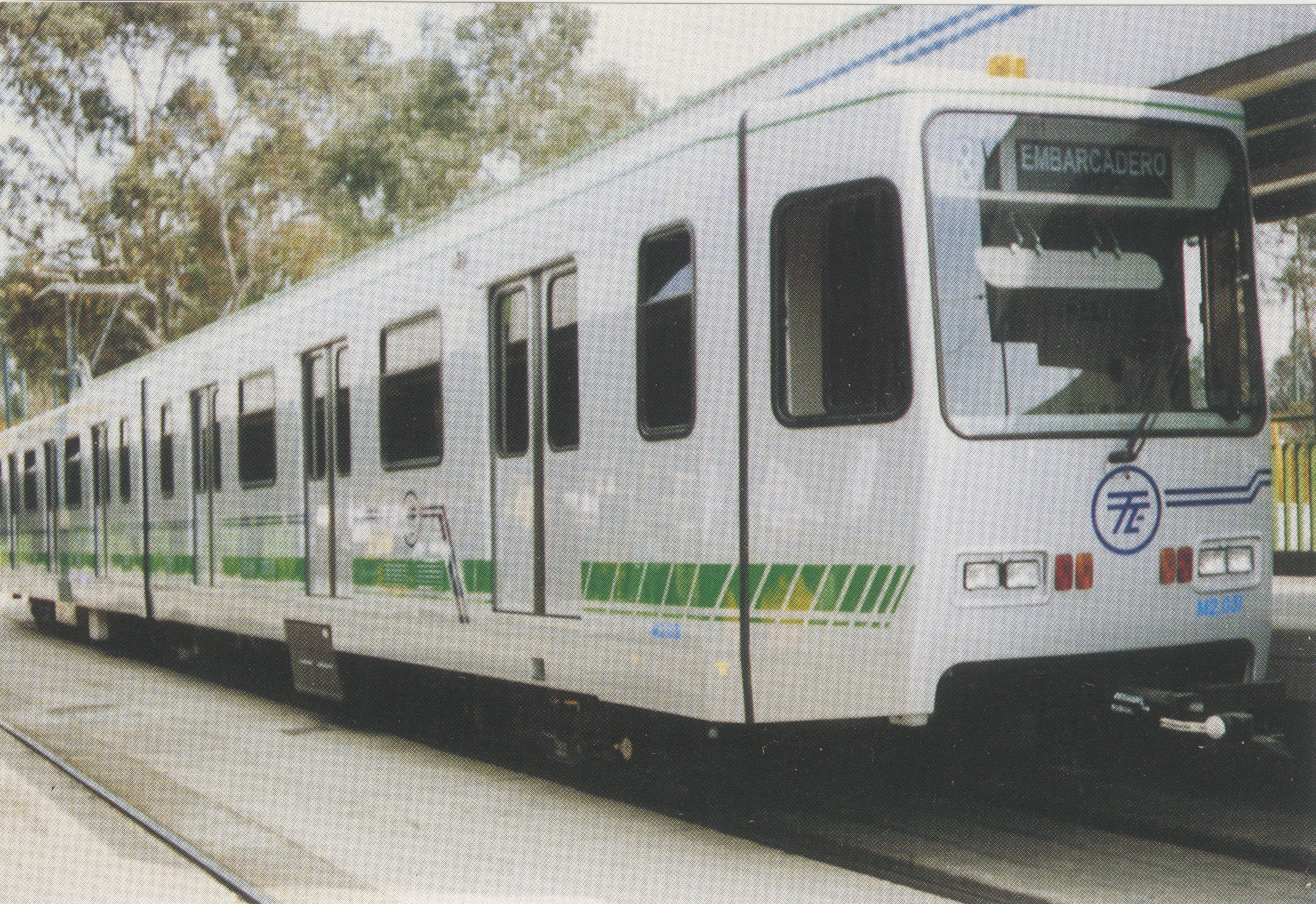
TE-95（初期塗装、2016年撮影）
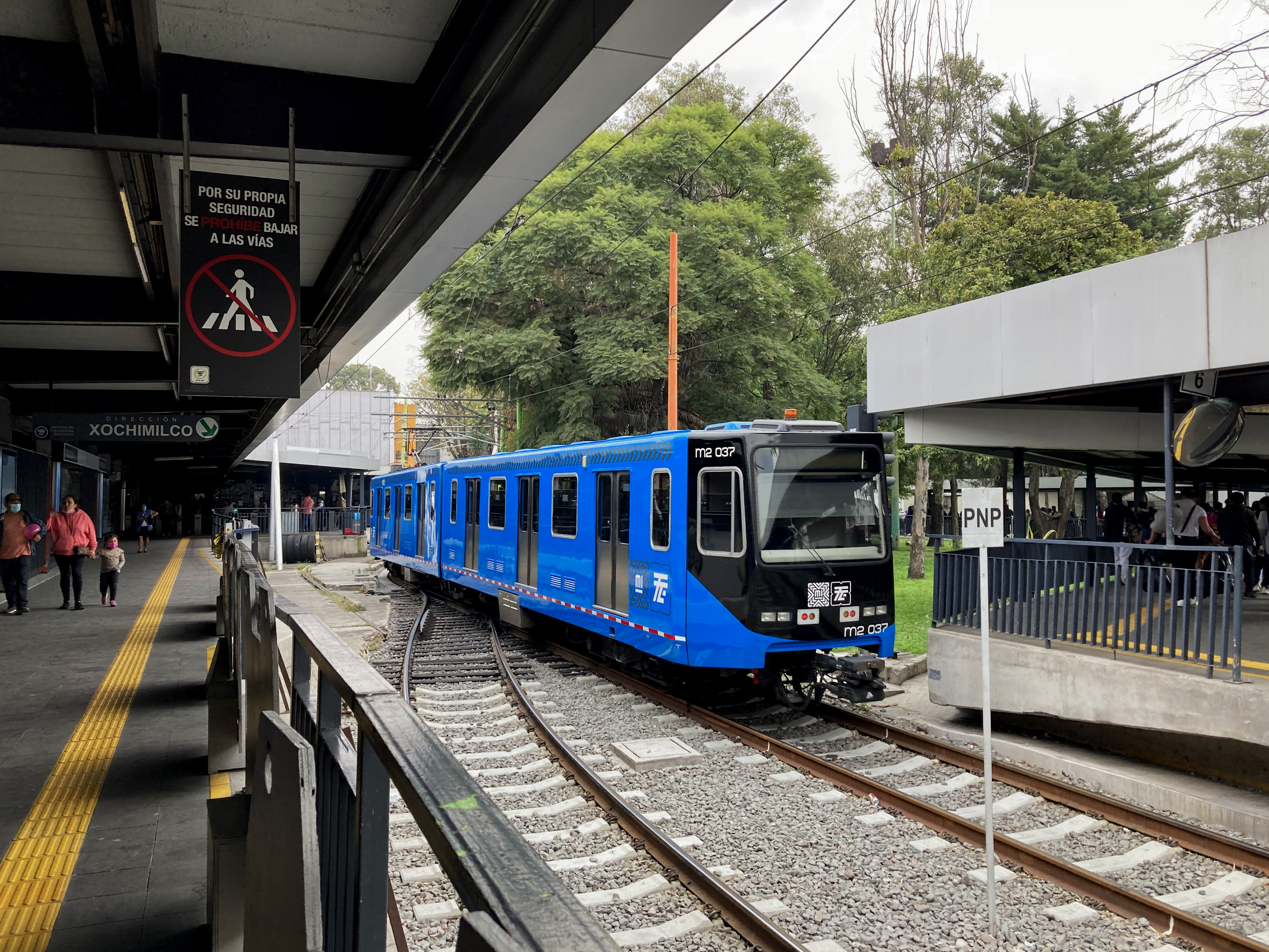
TE-12（現塗装、2023年撮影）

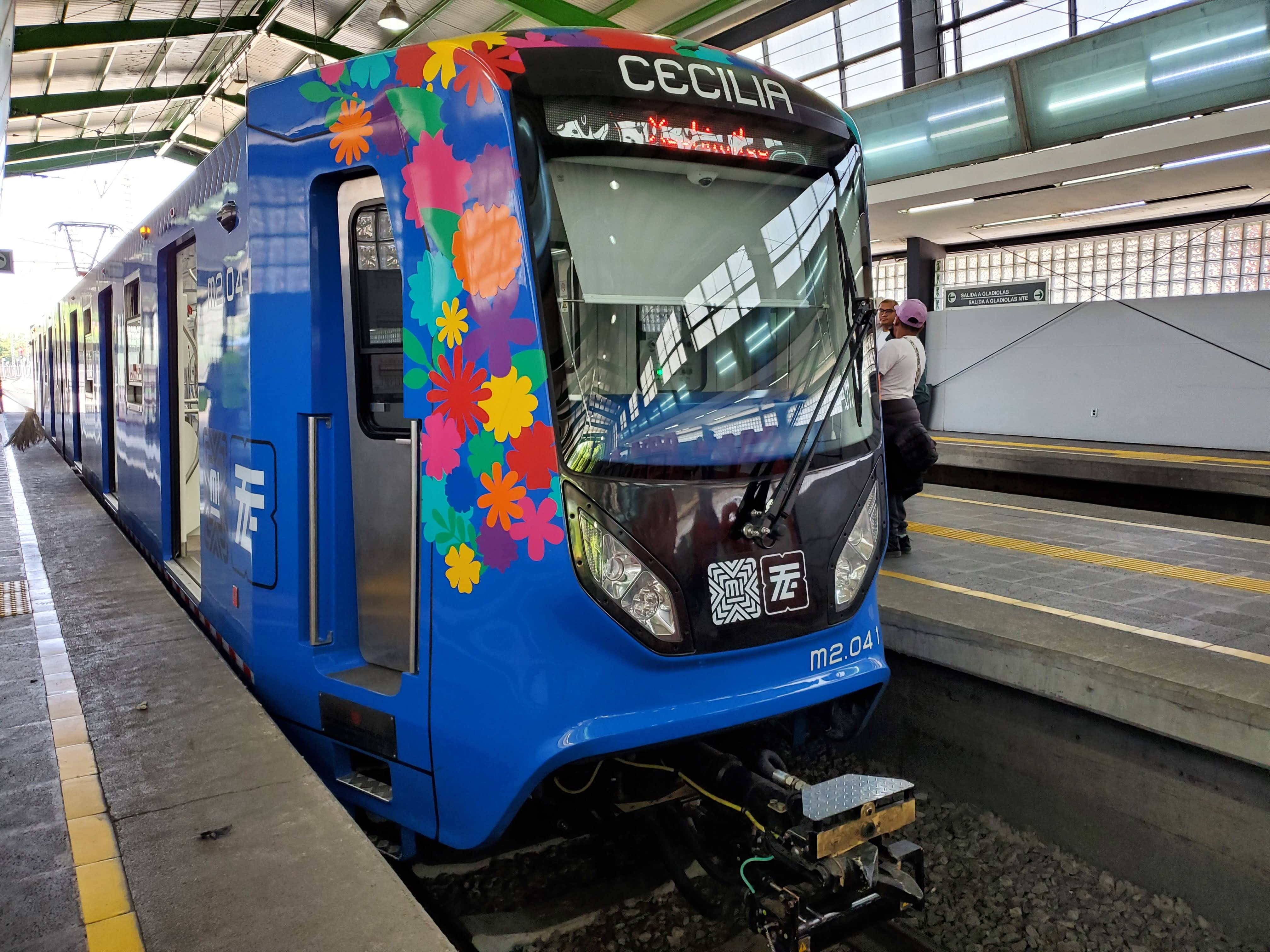
中国中車製車両（2024年撮影）

一方、ライトレールの慢性的な混雑を解消するため、STEはトロリーバスと共に新型車両の導入に関する入札を実施し、2022年に中国中車株洲電力機車と契約を結んだ事を発表した。入札段階では6両を導入する予定であったが、株洲電力機車が提示した車両製造価格が安価であった事から3両の追加発注が実施され、合計9両が導入される事になった。既存の車両を基に設計された2車体連接車で、最大定員は483人である。2023年に最初の車両が株洲電力機車の工場で公開され、2024年1月以降順次営業運転に投入されている。

### 過去の車両

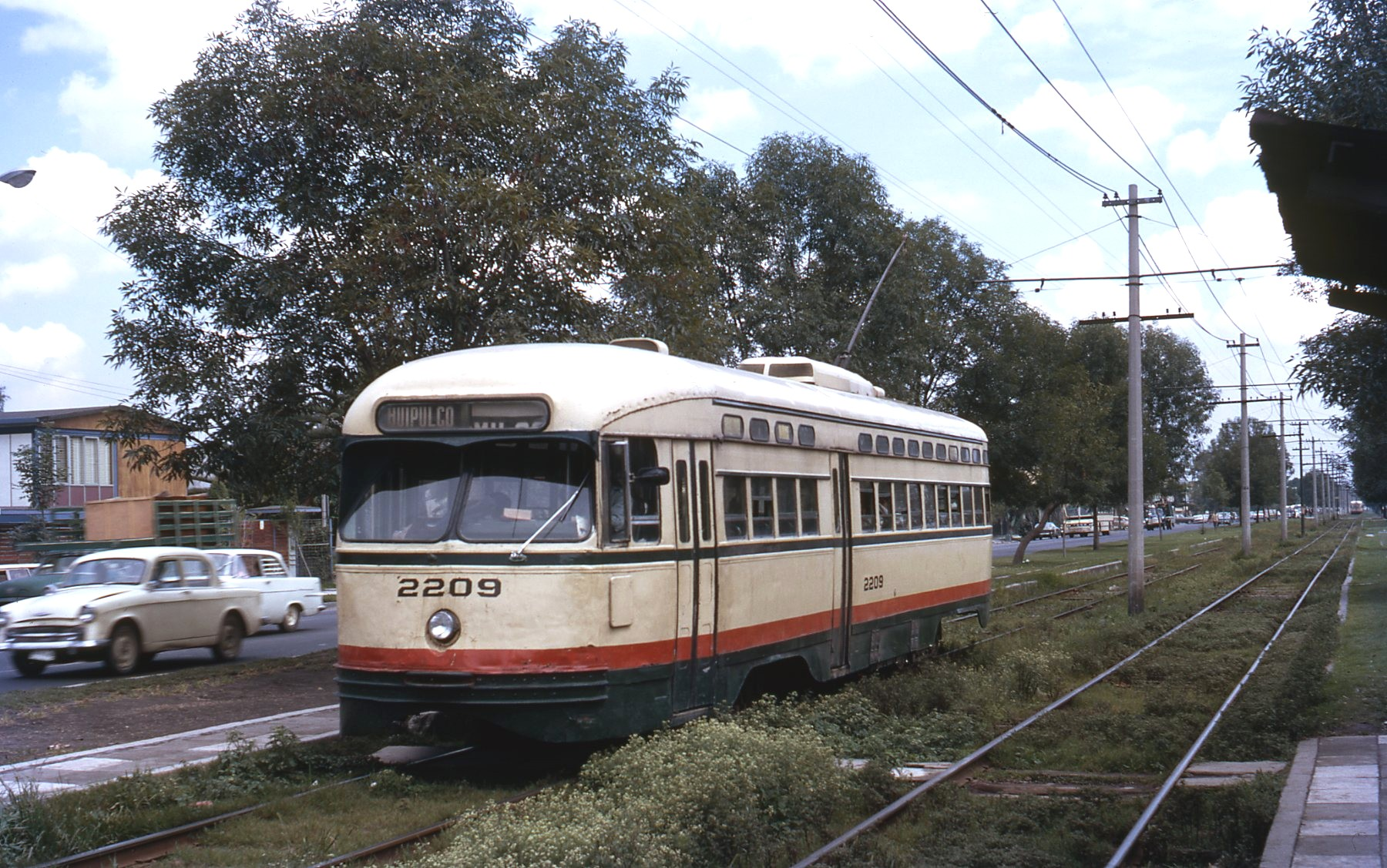
PCCカー（1971年撮影）

- PCCカー - 路面電車の近代化の一環として導入された、アメリカ合衆国で開発された路面電車車両。ただし新造車はSTEの設立直前の1947年に製造された1両（2000）のみで、以降の増備はミネアポリスやデトロイトなどアメリカ合衆国各地の路面電車で使用されていた車両で賄われ、合計390両が譲渡された。これらの車両は全て右側通行に対応した片運転台車両であったが、一部電停におけるプラットホームの位置の都合から車体左側にも2箇所乗降扉が増設された。1957年以降は営業用の全車両がPCCカーに統一され、1984年に路面電車路線が一時閉鎖されるまで主力車両として使用された[2][9][21]。

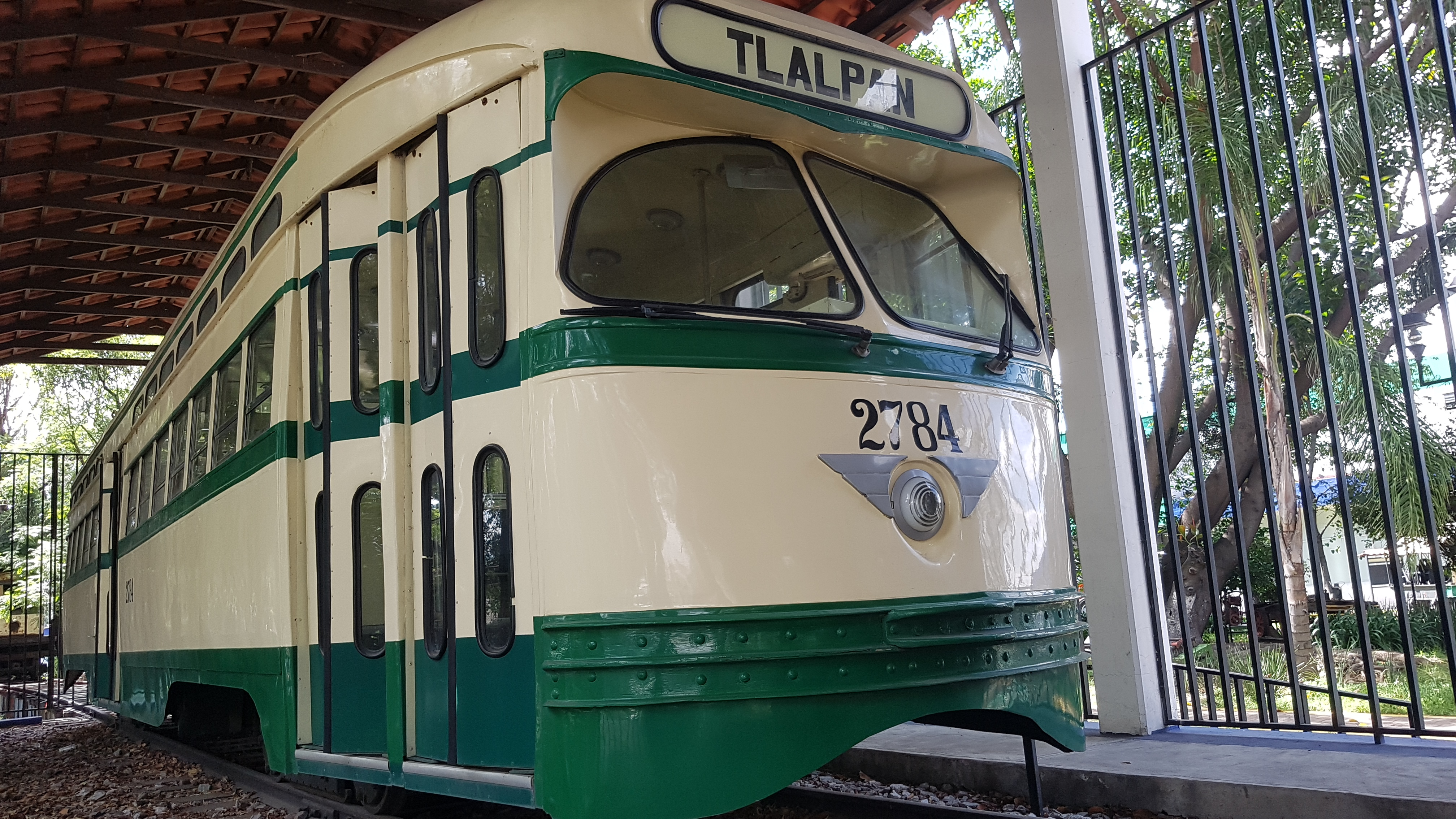
一部のPCCカーは静態保存されている（2019年撮影）

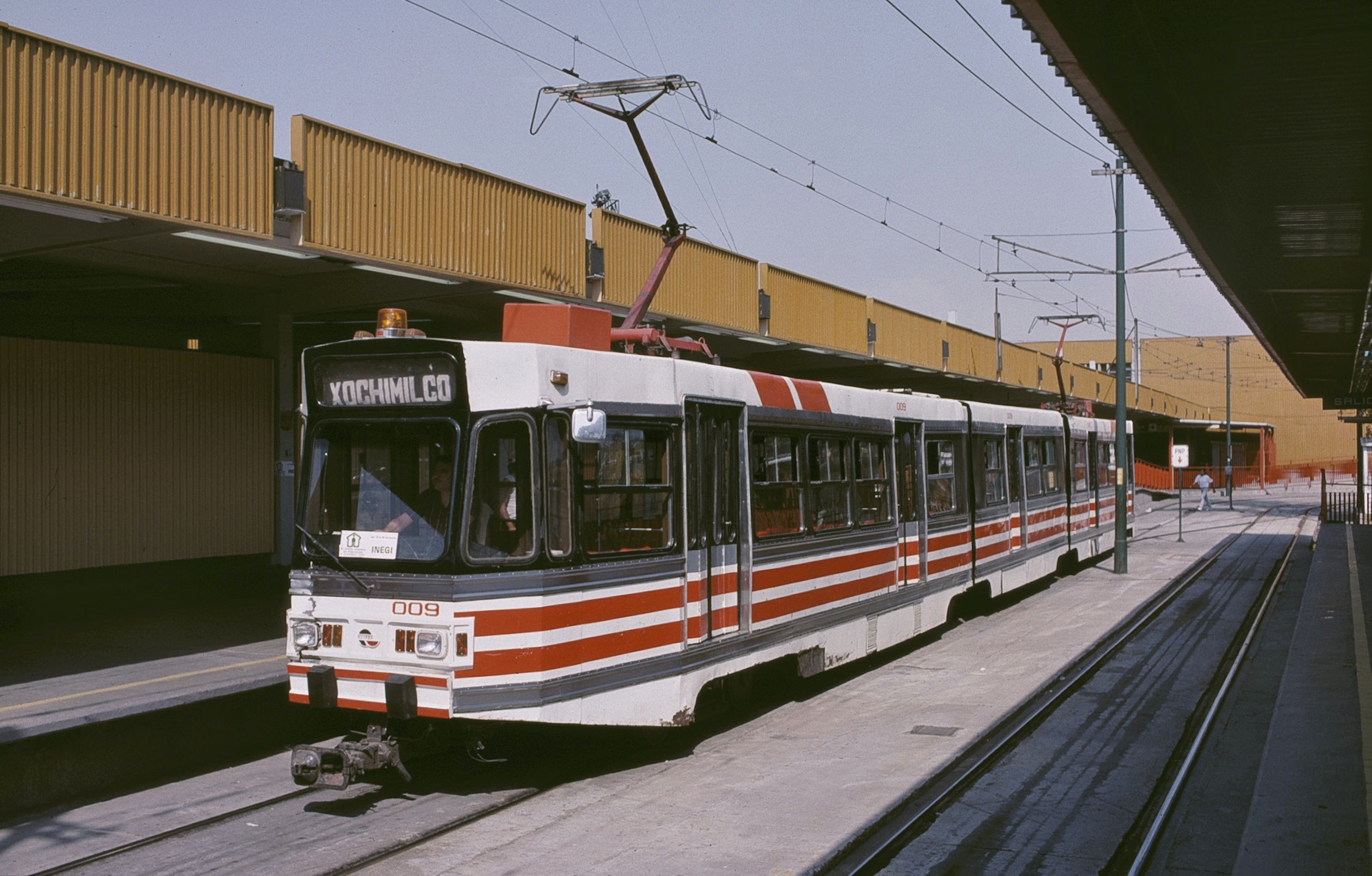
TLM（1990年撮影）

- TLM - ライトレールの開業にあたり、それまで使用されていたPCCカーの部品を流用して製造された両運転台式の3車体連接車。メキシコの企業である車両・機器適合会社（Motores y Adaptaciones Automotorices.AC、Moyada.AC）が製造を手掛けた事が名称（Tren Ligero Moyada）の由来となっており、1両につきPCCカー2.5 - 3両分の機器が流用された。乗降扉の個数や窓の形が異なる試作車（000）を含めた17両（000 - 016）が製造され、1986年のライトレール開通以降主力車両として使用されたが、PCCカー由来の機器の老朽化が著しく故障が頻発した事が要因となり、1995年までに全車廃車された[2][22][23][24]。